# Silla modelo 3107

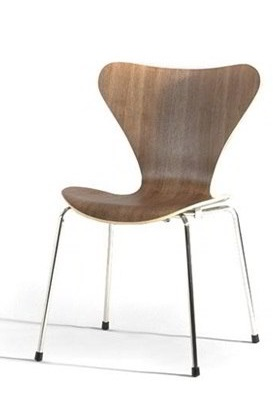
silla modelo 3107 "silla número 7"

La número 3107, más conocida por su nombre en inglés, number 7 (en español: kmobiliario), es una evolución de la silla ant fue diseñada por el arquitecto y diseñador moderno Arne Jacobsen inicialmente en 1955 para la "H55" , una exposición internacional de diseño celebrada en helsingborg (Suecia). de la que se vendieron más de 5 millones de copias. Su nombre proviene de la forma de la silla, que asemeja un número 7 en alguno de sus costados.
El diseño buscó la ligereza, la estabilidad, la facilidad de transporte, almacenaje y la posibilidad de mover los pies sin chocar con las patas. Originalmente se encargaron 100 ejemplares, elaborados con tableros de madera laminada pintada de negro y patas de acero galvanizado por la compañía danesa Fritz Hansen, que las manufacturó. Posteriormente, con la popularidad de la silla se realizaron varias series y modelos que básicamente eran las mismas silla con algún accesorio como reposabrazos o algún diseño más vanguardista
En la promoción se expusieron varias fotografías en una de ellas apareció con la modelo Christine Keeler que aparentemente no lleva ropa en la fotos